# José Moré Bonet
José Moré Bonet, más conocido como Pepe Moré (Barcelona, España, 29 de enero de 1953), es un exfutbolista y exentrenador de fútbol español.
Es el segundo jugador con más partidos oficiales disputados en la historia del Real Valladolid (noviembre de 2022).

## Biografía
Como futbolista, debutó de la mano del FC Barcelona "B", pero destacó en las filas del Real Valladolid, con el que conquistó la  Copa de la Liga de 1984. 
Como entrenador, también se dio a conocer en el Real Valladolid, equipo al que dirigió 137 encuentros en Primera División desde la temporada 2000-2001 hasta la 2002-2003. También fue segundo entrenador y máximo responsable del equipo filial.
Después entrenaría en la Segunda División al CD Tenerife y al CD Castellón sustituyendo a Juan José Martín Delgado.
Es padre de Xavi Moré Roca y fue él quien le concedió la oportunidad de jugar por primera vez en la máxima categoría con el Real Valladolid.

## Trayectoria

### Como jugador
| Club                      | País          | Año           | PJ  | G  |
| ------------------------- | ------------- | ------------- | --- | -- |
| Barcelona Atlético        | España        | 1971-1976     | 92  | 7  |
| Real Valladolid Deportivo | España        | 1976-1988     | 448 | 58 |
| Total carrera             | Total carrera | Total carrera | 540 | 65 |

### Como entrenador
| Equipo                | País   | Año       | P   | PG  | PE  | PP  | Puntos % |
| --------------------- | ------ | --------- | --- | --- | --- | --- | -------- |
| Real Valladolid B     | España | 1988-2000 | 76  | 30  | 19  | 27  | 47.8     |
| Real Valladolid C. F. | España | 2001-2003 | 159 | 51  | 48  | 60  | 42.14    |
| C.D. Tenerife         | España | 2004-2005 | 23  | 7   | 9   | 7   | 47.62    |
| C. D. Castellón       | España | 2005-2007 | 96  | 34  | 26  | 36  | 44.45    |
| Total                 | Total  | Total     | 354 | 122 | 102 | 130 | 44.06    |

## Palmarés

### Como jugador
| Título          | Club                      | Lugar               | Año  |
| --------------- | ------------------------- | ------------------- | ---- |
| Copa de la Liga | Real Valladolid Deportivo | Madrid y Valladolid | 1984 |